# O’Hara (Familienname)
O’Hara ist ein englischer Familienname.

## Namensträger
- Barratt O’Hara (1882–1969), US-amerikanischer Politiker
- Betty O’Hara (um 1926–2000), US-amerikanische Musikerin und Sängerin
- Brendan O’Hara (* 1963), schottischer Politiker
- Catherine O’Hara (* 1954), US-amerikanische Schauspielerin und Drehbuchautorin
- Charles O’Hara (1740–1802), britischer Militär
- David O’Hara (* 1965), schottischer Schauspieler
- David O’Hara (US-amerikanischer Schauspieler), US-amerikanischer Schauspieler, Filmregisseur und Drehbuchautor
- Edwin Vincent O’Hara (1881–1956), US-amerikanischer römisch-katholischer Bischof
- Erin O’Hara (* 1983), neuseeländische Triathletin
- Eureka O’Hara (* 1990), US-amerikanische Dragqueen und Sänger
- Frank O’Hara (1926–1966), US-amerikanischer Dichter
- Geoffrey O’Hara (1882–1967), kanadischer Sänger und Komponist
- Gerald Patrick O’Hara (1895–1963), US-amerikanischer Geistlicher, Titularerzbischof von Pessinus und Apostolischer Nuntius
- Gerry O’Hara (1924–2023), britischer Filmregisseur und Drehbuchautor
- James O’Hara, 2. Baron Tyrawley (1681/1682–1773), britischer Offizier und Diplomat irischer Abstammung
- James O’Hara (Schauspieler) (1927–1992), US-amerikanischer Schauspieler
- James E. O’Hara (1844–1905), US-amerikanischer Politiker
- James G. O’Hara (1925–1989), US-amerikanischer Politiker
- Jamie O’Hara (Musiker) (1950–2021), US-amerikanischer Country-Sänger und -Songwriter
- Jamie O’Hara (Fußballspieler) (* 1986), englischer Fußballspieler
- Jenny O’Hara (* 1942), US-amerikanische Schauspielerin
- John O’Hara (1905–1970), US-amerikanischer Schriftsteller
- John O’Hara (Ringer) (1913–1983), australischer Ringer
- John O’Hara (Bischof) (* 1946), US-amerikanischer Geistlicher, Weihbischof in New York
- John Francis O’Hara (1888–1960), US-amerikanischer Geistlicher, Erzbischof von Philadelphia
- Joseph Patrick O’Hara (1895–1975), US-amerikanischer Politiker
- Karen O’Hara, US-amerikanische Artdirectorin und Szenenbildnerin
- Kelley O’Hara (* 1988), US-amerikanische Fußballspielerin
- Kelli O’Hara (* 1976), US-amerikanische Schauspielerin und Sängerin
- Kevin O’Hara (* 1998), schottischer Fußballspieler
- Loral O’Hara (* 1983), US-amerikanische Astronautin
- Louis O’Hara (* 1997), irischer Politiker (Sinn Féin)
- Mario O’Hara (1946–2012), philippinischer Regisseur
- Mark O’Hara (* 1995), schottischer Fußballspieler
- Marla O’Hara (* 1961), US-amerikanische Beachvolleyballspielerin
- Mary O’Hara (1885–1980), US-amerikanische Autorin und Komponistin
- Maureen O’Hara (1920–2015), irische Schauspielerin
- Maureen O’Hara (Wirtschaftswissenschaftlerin) (* 1950), irisch-amerikanische Wirtschaftswissenschaftlerin
- Meghan O’Hara (Regisseurin, I), US-amerikanische Filmproduzentin und Regisseurin
- Meghan O’Hara (Regisseurin, II), US-amerikanische Filmproduzentin, Regisseurin und Hochschullehrerin
- Michael O’Hara (1932–2018), US-amerikanischer Volleyballspieler
- Natalie O’Hara (* 1976), deutsche Schauspielerin
- Paige O’Hara (* 1956), US-amerikanische Sängerin, Schauspielerin und Synchronsprecherin
- Patrick O’Hara (* 1961), irischer Rugby-Union-Spieler
- Patsy O’Hara (1957–1981), nordirischer Widerstandskämpfer
- Phillip Anthony O’Hara (* 1954), australischer Wirtschaftswissenschaftler
- Quinn O’Hara (1941–2017), schottisch-amerikanische Schauspielerin
- Saul O’Hara (* 1924), Pseudonym des Dramatikereherpaar Peter Hacks (1928–2003) und Anna Elisabeth Wiede (1928–2009)
- Terrence O’Hara (1945–2022), US-amerikanischer Schauspieler und Fernsehregisseur
- Thomas O’Hara (1911–1984), irischer Politiker
- Tommy O’Hara (1953–2016), schottischer Fußballspieler

sowie der Künstlername von
- Ra’Jah O’Hara (* 1985), US-amerikanische Dragqueen